# Сухов, Александр Александрович
Алекса́ндр Алекса́ндрович Су́хов (род. 3 января 1986, Москва) — российский футболист, защитник.

## Карьера
Воспитанник «Торпедо-ЗИЛ». В 2003 году — игрок дубля «Торпедо-Металлург». С 2004 года попадал в основной состав ФК «Москва», дебютировал в составе команды в 2006 году. За клуб провёл одну игру в Премьер-лиге и две в розыгрышах Кубка России. В 2008 году выступал в первенстве России среди ЛФЛ в зоне «Москва», дивизион Б за клуб «Торнадо». С 2009 года защищал цвета ярославского «Шинника», за который провёл 102 матча и забил 3 мяча.
В июне 2013 года заключил двухлетний контракт с клубом «Уфа». В 2022 году, после вылета команды во вторую лигу, Александр не стал подписывать с «Уфой» новое соглашение и покинул клуб спустя восемь сезонов. Однако, в июне игрок поехал на сборы с клубом и в июле подписал новое соглашение, сроком на один сезон.

## Достижения
«Москва»
- Финалист Кубка России: 2006/07